# Tostón (moneda)

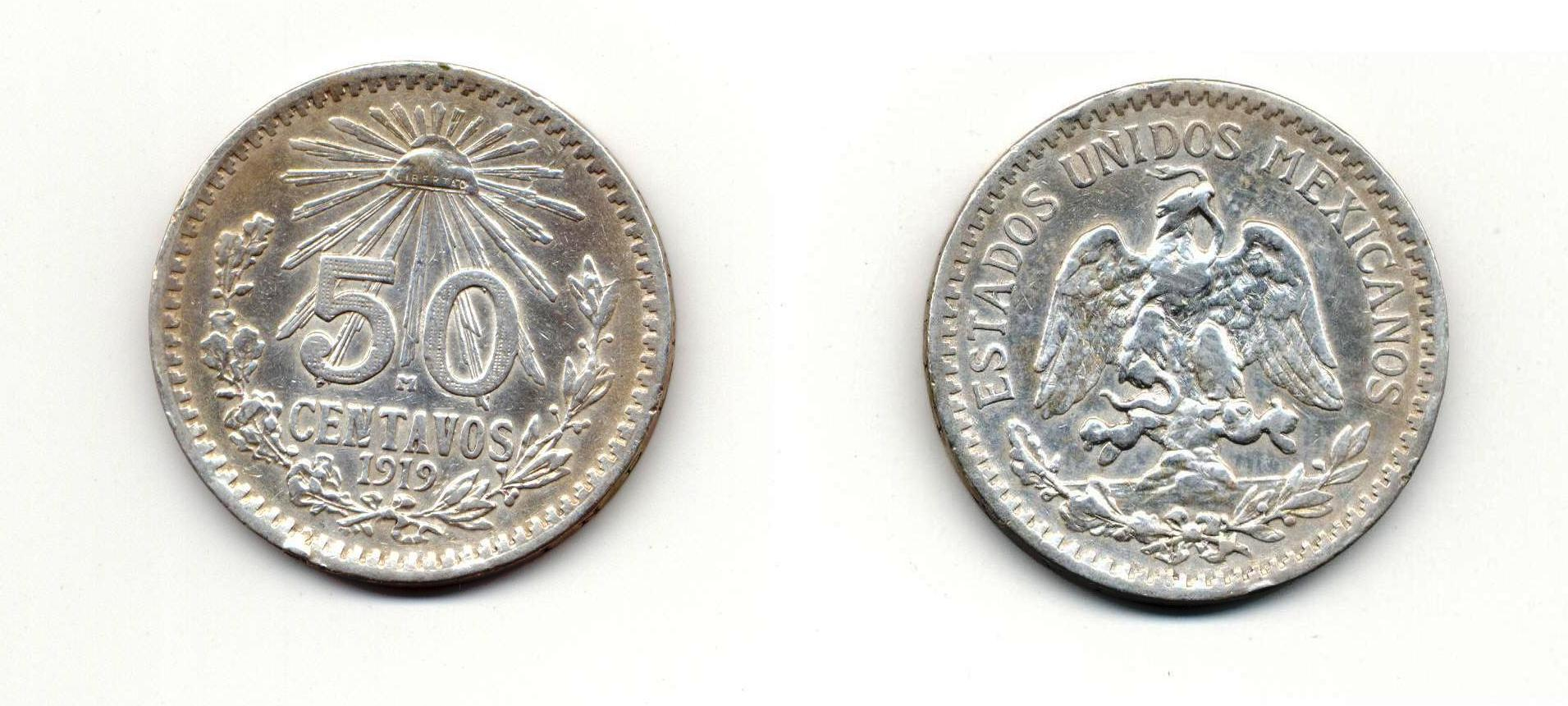
Tostón mexicano de 1919.

"Tostón" fue el nombre que se le dio a las monedas de plata de forma redonda, peso irregular y canto liso acuñadas por España en sus territorios de ultramar en el siglo XVI y tenían valor de medio duro o real de a cuatro. Su nombre proviene del italiano "testone", palabra que se daba a ciertas monedas de Milán con la cabeza ("testa") del rey. En Portugal también estuvo, a partir del reinado de Manuel I, en circulación el tostón con el nombre de "toston" 
En su anverso estaba grabado el escudo de armas de Castilla y León, la corona real arriba y abajo la leyenda "Carolus et Johanna Reges Hispaniarum et Indiarum" ("Carlos y Juana Reyes de Los Españoles e Indios"). En el reverso estaban grabadas dos columnas sobre las olas del mar (las columnas de Hércules que simbolizaban la salida al océano por el estrecho de Gibraltar), cada una de ellas coronadas y con la leyenda "Plus ultra" (más allá).
En los siglos XIX y XX en El Salvador, Honduras y en México se denominaban "tostón" a las monedas de 50 centavos de colón, lempira y peso respectivamente y su equivalente era igual a cuatro reales:

Decididamente, a la mamá cuatro reales, un tostón.